# گونگلا
گونگلا شهری در شهرستان سابسه در استان بام در بورکینافاسوی شمالی است و جمعیت آن ۸۸۶ نفر است.